# Geranium papuanum
Geranium papuanum là một loài thực vật có hoa trong họ Mỏ hạc. Loài này được Ridl. mô tả khoa học đầu tiên năm 1916.